# 90 giorni per innamorarsi
90 giorni per innamorarsi (90 Day Fiancé) è un programma televisivo statunitense, in onda dal 12 gennaio 2014. In Italia è trasmesso in prima serata su Real Time dal 13 aprile dello stesso anno.

## Il programma
Il programma si basa sul processo di visto K-1.  Questo visto consente al fidanzato di un paese straniero di recarsi negli Stati Uniti o viceversa per vivere con il suo potenziale coniuge statunitense. Lo scopo del visto K-1 è quello di fornire alla coppia il tempo di prendere accordi e celebrare una cerimonia di matrimonio. Ogni coppia è tenuta a firmare i documenti in cui si afferma l'intenzione di sposarsi, come parte del processo di visto. Se la coppia non si sposa entro 90 giorni, il beneficiario deve lasciare il paese. La coppia potrebbe dover affrontare barriere linguistiche, differenze culturali, lo stigma di essere considerata una "sposa per corrispondenza" e lo scetticismo di amici e familiari.

## Edizioni
| Stagione | Periodo          | Periodo         | Episodi | Coppie |
| Stagione | Inizio           | Fine            | Episodi | Coppie |
| -------- | ---------------- | --------------- | ------- | ------ |
| 1ª       | 13 aprile 2014   | 18 maggio 2014  | 6       | 4      |
| 2ª       | 3 aprile 2015    | 1º maggio 2015  | 10      | 6      |
| 3ª       | 17 aprile 2016   | 15 luglio 2016  | 10      | 6      |
| 4ª       | 5 febbraio 2017  | 19 marzo 2017   | 13      | 5      |
| 5ª       | 18 febbraio 2018 | 22 aprile 2018  | 12      | 6      |
| 6ª       | 13 gennaio 2019  | 7 aprile 2019   | 13      | 6      |
| 7ª       | 5 aprile 2020    | 12 luglio 2020  | 15      | 8      |
| 8ª       | 20 giugno 2021   | 31 ottobre 2021 | 19      | 7      |
| 9ª       | 17 aprile 2022   | 21 agosto 2022  | 19      | 6      |
| 10ª      | 8 ottobre 2023   | 10 marzo 2024   | 20      |        |
| 11ª      | 16 febbraio 2025 | TBD             | 10      |        |

### Prima Edizione (2014)

#### Coppie
| Coppie         | Storia |
| -------------- | --- |
| Russ & Paola   | Russ Mayfield (27 anni, di Owasso, Oklahoma) è un ingegnere ma ha lasciato il lavoro poco dopo il matrimonio. Paola (27, da Bucaramanga, Santander, Colombia) si è poi trasferita a Miami per cercare maggiori opportunità come modella e come personal trainer per la più ampia comunità latina, Mentre Russ inizialmente rimane a Oklahoma dopo poco decide di trasferirsi a Miami, anche se preoccupato per il lavoro da modella di Paola. Paola passa inizialmente alla seconda fase della competizione Maxim's Finest 2017, ma viene in seguito eliminata dalla competizione. La coppia sposata ha avuto un figlio, Axel, il 1º gennaio 2019. Dal 16 aprile 2021 Paola ha la doppia cittadinanza (colombiana e statunitense). |
| Alan & Kirlyam | Alan e Kirlyam si sono conosciuti durante un viaggio missionario nella sua città natale; lei è poi tornata con lui negli Stati Uniti per sposarsi. Kirlyam ha provato a fare la modella, ma Alan ha espresso preoccupazione per il fatto che la professione sia contraria ai suoi valori mormoni. Si sono sposati in un tempio mormone, mentre la famiglia di Kirlyam, impossibilitata a partecipare, ha seguito la cerimonia in diretta streaming. Sono andati alle Hawaii per la luna di miele. |
| Louis & Aya    | Louis e Aya si sono conosciuti tramite un sito di incontri online. Aya voleva che Louis si trasferisse nelle Filippine, ma decisero che sarebbe andata negli Stati Uniti perché lui aveva due figli piccoli. I due si ssono sposati in una chiesa cattolica. |
| Mike & Aziza   | Mike e Aziza si sono conosciuti su un sito web dedicato all'acquisizione linguistica e Aziza si è trasferita negli Stati Uniti nel 2013 per vivere con Mike. La sua famiglia non ha potuto partecipare al matrimonio, ma è andata in Russia in seguito per vederli. |

### Seconda Edizione (2015)

#### Coppie
| Coppie             | Storia |
| ------------------ | --- |
| Chelsea & Yamir    | Chelsea e Yamir si sono conosciuti mentre lei faceva volontariato in Nicaragua. Pur facendo parte di una band in Nicaragua, Yamir si è trasferito negli Stati Uniti con Chelsea e i suoi genitori, che hanno sostenuto la relazione. Yamir ha incontrato dei produttori musicali a Chicago, che lo hanno incoraggiato a trasferirsi in città per migliori opportunità. Chelsea era titubante perché nessuno dei due lavorava e viveva con i suoi genitori gratuitamente. Alla fine Yamir è riuscito a tornare alla musica e Chelsea ha interpretato il ruolo della ragazza a cui il cantante dedica attenzioni amorose nel video musicale della sua canzone "Party Love". Chelsea è diventata maestra di scuola elementare. |
| Danielle & Mohamed | Danielle e Mohamed si sono conosciuti in una chat room online e Mohamed si è trasferito in Ohio dopo il fidanzamento. Danielle aveva tre figlie adolescenti e un figlio adulto da una precedente relazione. In seguito ha scoperto che Mohamed non aveva un lavoro, al contrario di quanto lui sostenesse. Mohamed ha scoperto che lei emetteva assegni scoperti e usava fraudolentemente la carta di credito di qualcun altro. |
| Justin & Evelin    | Justin, insegnante di educazione fisica, ed Evelin, istruttrice di danza, si sono conosciuti ai Giochi Mondiali del 2013 in Colombia, durante una partita di rugby. Hanno trascorso insieme la settimana successiva e si sono innamorati, ma dopo la loro prima notte insieme, Justin le ha chiesto di passare l'aspirapolvere e lavare i piatti mentre lui guardava la partita di calcio. Justin non ha parlato di Evelin alla sua famiglia fino al fidanzamento, il che ha preoccupato alcuni dei suoi parenti. Nonostante ciò, Evelin ha stretto un'amicizia con la famiglia di Justin, soprattutto con sua madre. |
| Brett & Daya       | Brett e Daya si sono conosciuti su un sito di incontri online internazionale. Dopo che Daya si è trasferita negli Stati Uniti, i due hanno vissuto in un appartamento con i due coinquilini di Brett, ma alla fine hanno trovato la loro sistemazione. Brett ha una figlia da un precedente matrimonio. Si sono sposati il 14 febbraio 2015. La madre di Brett ha scelto di non partecipare. |
| Jason & Cássia     | Jason, un veterano dell'esercito, incontra Cássia su Facebook mentre quest'ultima aveva una relazione online con un suo amico. In seguito si frequentarono e Cássia si trasferì negli Stati Uniti per vivere con Jason e suo padre. Lui vive in modo frugale; rivende oggetti di seconda mano online e ha aperto un'attività di vendita di snack per corrispondenza chiamata Gifting Fun. |
| Danny & Amy        | Danny e Amy si sono conosciuti in Australia durante un viaggio missionario. Dopo il fidanzamento, Amy si è trasferita negli Stati Uniti, dove ha vissuto con il fratello di Danny, per rispettare il desiderio di quest'ultimo di aspettare il matrimonio per avere rapporti sessuali. Inizialmente, il padre di Danny si è opposto al matrimonio (perché Amy non è bianca), ma alla fine l'ha accettata. La coppia si è sposata nel 2014. |

### Terza Edizione (2016)

#### Coppie
| Coppie              | Storia |
| ------------------- | --- |
| Mark & Nikki        | Mark e Nikki si sono conosciuti tramite un sito di incontri online e poco dopo Mark le ha chiesto di sposarlo. Nikki è di Danao, Cebu, sulla stessa isola dell'ex moglie di Mark, con la quale ha quattro figli, tutti più grandi di Nikki. La figlia di Mark, Elise, che ha un anno più di Nikki, si sentiva a disagio con la relazione. Prima di richiedere il visto, Mark aveva insistito affinché Nikki firmasse un accordo prematrimoniale e la casa di produzione aveva fatto recitare loro diverse scene da copione durante la produzione, fino al giorno del matrimonio. La coppia ha fatto causa a TLC per promesse scritte non mantenute, che a loro dire non erano in conflitto con il contratto presentato in seguito, tra cui il fatto che "lo show è un documentario, non sceneggiato, non messo in scena," girato al momento", girato in "tempo reale" e che "non si è obbligati a fare o dire nulla". Mark e Nikki si sono lamentati di essere stati vittime perché lo spettacolo non rifletteva accuratamente la realtà, sia implicitamente (partecipanti messi in situazioni artificiali) sia ingannevolmente (montaggio fuorviante, partecipanti istruiti sul comportamento, trame generate in anticipo, scene messe in scena) e hanno dichiarato di essere stati costretti ad adeguarsi o sarebbero stati ritenuti responsabili dei costi di produzione, paragrafo 6 del contratto. Inoltre, Mark e Nikki hanno fatto causa a Discovery e Sharp per diffamazione, perché avevano montato un filmato e fatto dire a Nikki "per lavoro lavoro in un Karaoke Bar", cosa che lei non ha mai detto e insinuando che fosse una prostituta o una ragazza da KTV, il che ha causato a lei e alla sua famiglia grande vergogna e umiliazione. Matt Sharp, l'amministratore delegato di Sharp Entertainment, ha definito "dub" quando interrogato da Mark, prima di firmare il contratto, come "poter tradurre in un'altra lingua o aggiungere una colonna sonora", tuttavia in tribunale la difesa ha sostenuto che la parola "dub" dava agli imputati la massima libertà di romanzare Mark e Nikki (Caso n. 101802-16 Corte Suprema dello Stato della Contea di New York, New York). La causa è stata infine archiviata. |
| Loren & Alexei      | Loren e Alexei si sono conosciuti mentre lei era in visita in Israele per diritto di nascita e lui lavorava come medico. La coppia si è sposata sia negli Stati Uniti che in Israele. |
| Kyle & Noon         | Kyle e Noon si sono conosciuti su Facebook mentre lui stava cercando informazioni per un viaggio in Thailandia. Dopo essersi conosciuti di persona, Noon si è trasferito negli Stati Uniti e ha vissuto con Kyle e il suo coinquilino. Kyle le ha fatto la proposta di matrimonio durante un'uscita con il paracadute. Si sono sposati in un tempio buddista; la famiglia di Noon non ha potuto partecipare e la madre di Kyle, che era stata allontanata fino a quando Noon non ha incoraggiato Kyle a riallacciare i rapporti con lei, ha scelto di non partecipare. |
| Melanie & Devar     | Melanie e Devar si incontrarono mentre Melanie era in vacanza nel resort in Giamaica dove Devar lavorava come bagnino. Lui le chiese di sposarlo pochi giorni dopo averla conosciuta e si trasferì negli Stati Uniti, dove Melanie ebbe la custodia del figlio nei fine settimana. Sua sorella era preoccupata per la loro relazione improvvisa e Melanie accettò di valutare un accordo prematrimoniale dopo che Devar espresse il desiderio di inviare la maggior parte del suo reddito alla famiglia in Giamaica. |
| Fernando & Carolina | Fernando e Carolina si sono conosciuti in Colombia, entrambi impegnati in appuntamenti con altre persone, e si sono fidanzati prima del suo ritorno in Florida. I suoi genitori vivevano con lui nella casa che possedeva da un precedente matrimonio. Quando Carolina si è trasferita negli Stati Uniti, sua madre ha fatto commenti razzisti sui colombiani; si sono sposati nonostante questo. Dopo il matrimonio, Carolina ha ammesso di chiamare sua madre tre volte al giorno e di sentire la mancanza del suo gatto, che non poteva portare con sé perché Fernando è allergico. |
| Josh & Aleksandra   | Josh e Aleksandra si sono conosciuti a Praga mentre Josh era in missione e Aleksandra frequentava l'università. Lei lavorava come ballerina di go-go in un locale e le piaceva bere e fare festa, ma in seguito si è convertita al mormonismo con il sostegno di Josh. Sono rimasti in contatto dopo il suo viaggio e hanno iniziato a frequentarsi, e lui è andato in Russia nel 2015 per chiederle di sposarlo. Si sono sposati lo stesso anno, poco dopo che lei si è trasferita negli Stati Uniti. |

### Quarta Edizione (2017)

#### Coppie
| Coppie            | Storia |
| ----------------- | --- |
| Jorge & Anfisa    | Jorge ha conosciuto Anfisa su Facebook, dopo essersi imbattuto nelle sue foto. All’inizio lei è stata esitante a rispondere ai suoi messaggi, ma alla fine ha accettato di incontrarlo. Da lì è nata una relazione che li ha portati a fare insieme una costosa vacanza in Europa. Prima di trasferirsi negli Stati Uniti, Anfisa ha chiesto a Jorge una borsa da 10.000 dollari; al suo rifiuto, lei gli ha cancellato tutto dal cellulare e ha annullato i voli. Nonostante questo, si sono poi riavvicinati e hanno deciso di riprovarci. Jorge, intanto, si è dichiarato colpevole di traffico di marijuana, situazione che gli ha complicato la vita: trovare un appartamento in affitto è diventato quasi impossibile. Inoltre, dopo essere stato vittima di un furto in casa, ha iniziato ad avere paura di stabilirsi in un luogo fisso e ha vissuto di hotel in hotel, una condizione che Anfisa non ha affatto apprezzato. Alla fine, hanno trovato un piccolo appartamento dove andare a vivere insieme. Jorge non ha comprato né un anello di fidanzamento né un abito da sposa per Anfisa, cosa che ha fatto nascere molti dubbi nella sua famiglia sulle reali intenzioni della ragazza. Dal canto suo, Anfisa ha ammesso di essere interessata a Jorge perché sperava che lui potesse offrirle una vita agiata, ma ha anche sottolineato che Jorge era attratto da lei principalmente per il suo aspetto. Entrambi hanno pensato di lasciarsi: lei ha considerato l’idea di tornare in Russia, e lui ha pensato di non fermarla. Eppure, alla fine, hanno deciso di sposarsi comunque, con una semplice cerimonia in tribunale, e Jorge le ha promesso che un giorno avrebbe rimediato con un anello e una cerimonia più grande. |
| Nicole & Azan     | Nicole e Azan si sono conosciuti tramite un’app di incontri. Nicole ha lasciato la sua bambina dai nonni per poter andare a trovare Azan in Marocco per cinque settimane, una decisione che ha lasciato la sua famiglia piuttosto perplessa. Quando si sono incontrati di persona, Azan ha fatto notare che lei era “grande… un pochino”, ma si è comunque detto felice di vederla. Nicole ha cercato di abbracciarlo e baciarlo, ma lui le ha spiegato che, nella cultura islamica, non è accettabile che una coppia non sposata si dimostri affetto in pubblico. Nonostante sia stata accolta calorosamente dalla famiglia di Azan, Nicole ha iniziato a nutrire dubbi sulla loro relazione e ha continuato a faticare ad adattarsi alle tradizioni islamiche. Più avanti, ha confessato di aver tradito Azan. Eppure, nonostante tutto, lui le ha fatto la proposta di matrimonio nel deserto. Il loro matrimonio è stato rimandato perché Nicole non aveva abbastanza soldi per sponsorizzare il visto di Azan e sua madre si è rifiutata di fare da co-firmataria. Così hanno continuato a stare insieme, ma vivendo in due Paesi diversi. Nel 2017, il padre di Nicole ha infine accettato di sponsorizzare Azan. |
| Narkyia & Olulowo | Narkyia e Olulowo si sono conosciuti su un sito di incontri dedicato alle donne curvy. Tuttavia, hanno incontrato diversi problemi nel tentare di vedersi per la prima volta, soprattutto perché Lowo ha mentito su dove vivesse e sulla morte della madre di suo figlio. Narkyia, insieme ai suoi amici e alla sua famiglia, ha iniziato a nutrire forti dubbi sulla sincerità della loro relazione e si è chiesta se non fosse una truffa sentimentale, anche se lui non le ha mai chiesto denaro. Alla fine, Narkyia è andata in Vietnam, dove lui aveva vissuto in passato, per incontrarlo di persona e aiutarlo a raccogliere i documenti necessari per il visto. Ma la situazione è precipitata quando lei ha scoperto che, nello stesso periodo in cui parlava con lei, Lowo aveva tentato di riallacciare i rapporti con la madre di suo figlio. A quel punto, Narkyia ha deciso di lasciarlo. |
| Matt & Alla       | Matt e Alla si sono conosciuti diversi anni fa su un sito di incontri, ma hanno perso i contatti quando Matt ha sposato la sua terza moglie. Dopo che entrambi hanno attraversato un divorzio, si sono ritrovati e hanno ricominciato a sentirsi. Alla, però, si è sentita sopraffatta dall’ambiente di Matt, tra amici e parenti che avevano opinioni su tutto, compreso il loro matrimonio. Le hanno persino consigliato di ridimensionare i suoi sogni per le nozze. Nonostante le difficoltà, Alla e Matt alla fine si sono sposati. |
| Chantel & Pedro   | Chantel e Pedro si sono conosciuti durante un viaggio nella Repubblica Dominicana, grazie a un’insegnante di spagnolo che li ha presentati. Da quel momento, Chantel ha iniziato a fargli spesso visita e, quando lui le ha chiesto di sposarlo, lei ha iniziato a temere che la sua famiglia potesse pensare che Pedro volesse solo ottenere la green card. Per questo motivo, ha detto ai suoi genitori che Pedro era negli Stati Uniti con un visto per studenti. Si sono sposati sia negli Stati Uniti che nella Repubblica Dominicana, anche se il secondo matrimonio è stato segnato da forti tensioni. La famiglia di Pedro si aspettava che, una volta trasferitosi in America, lui iniziasse a mandare loro dei soldi, così Pedro e Chantel hanno vissuto in modo piuttosto modesto. Entrambe le famiglie hanno faticato ad accettare le differenze culturali e i rapporti tra di loro non sono mai stati semplici. |

### Quinta Edizione (2018)

#### Coppie
| Coppie             | Storia |
| ------------------ | --- |
| Elizabeth & Andrei | La coppia si è conosciuta quando Elizabeth ha visitato Dublino, dove Andrei viveva in quel periodo. Fin dall’inizio, la famiglia di Elizabeth ha espresso delle preoccupazioni, temendo che lui fosse troppo autoritario nei suoi confronti, e suo padre si è rifiutato di offrire loro supporto economico. Per permettere ad Andrei di iniziare a lavorare, si sono sposati prima del previsto. Tuttavia, le tensioni non sono mancate. Hanno litigato quando Elizabeth e le sue sorelle sono andate a Miami per il suo addio al nubilato e hanno passato la serata nei locali notturni, contro la volontà di Andrei. |
| Evelyn & David     | La coppia si è conosciuta dopo che David ha visto la pagina Facebook della band di Evelyn e ha deciso di contattarla. Entrambi provenivano da famiglie cristiane molto religiose e David si è rifiutato di parlare di sesso con Evelyn davanti alle telecamere. Durante i preparativi per il matrimonio, hanno affrontato diverse difficoltà, soprattutto per via del fatto che Evelyn non voleva scendere a compromessi sull’organizzazione delle nozze. Dal canto suo, David si è opposto all’idea di andare a vivere in una piccola cittadina. Nonostante le tensioni e le differenze, alla fine si sono sposati e si sono stabiliti a Claremont, la città natale di Evelyn. |
| Molly & Luis       | Molly e Luis si sono conosciuti quando lei, durante un viaggio nella Repubblica Dominicana insieme alle amiche, ha visitato il bar dove lui lavorava. La loro relazione è iniziata in modo rapido, ma fin da subito ci sono state tensioni in famiglia. La figlia maggiore di Molly si è opposta all’idea che Luis si trasferisse a vivere con loro, e anche il padre di Molly ha espresso dubbi sulle reali intenzioni di lui. Luis non è mai riuscito ad andare d'accordo con le figlie di Molly e si è dimostrato poco interessato al ruolo di patrigno. In Georgia, si è sentito annoiato e insoddisfatto della sua nuova vita, e i litigi con Molly sono diventati sempre più frequenti. Hanno discusso del suo scarso coinvolgimento nei preparativi del matrimonio e di un episodio particolarmente grave in cui Luis ha fatto domande inopportune alla figlia di Molly sulla sua vita sessuale. A un certo punto, Luis ha lasciato Molly, ma è tornato brevemente per l’episodio finale. |
| David & Annie      | David e Annie si sono conosciuti in un bar mentre lui viveva in Thailandia. David non aveva soldi e dipendeva dal supporto finanziario del suo miglior amico, l’ex giocatore di football Chris Thieneman, che ha sponsorizzato il visto di Annie e ha dato a David abbastanza denaro per pagare ai genitori di Annie il prezzo della sposa. Negli Stati Uniti, hanno vissuto con Chris e sua moglie a Los Angeles, finché lei, frustrata dal continuo supporto finanziario di suo marito verso David, ha chiesto loro di tornare a Louisville. I figli di David hanno reagito negativamente alla relazione. Nonostante il passato turbolento di David, fatto di infedeltà, problemi con l’alcol e disoccupazione, alla fine si sono sposati. |
| Josh & Aika        | Josh e Aika si sono conosciuti su un’app di incontri e si sono fidanzati quando Josh è andato nelle Filippine per incontrarla di persona. Sebbene Aika si divertisse a vivere negli Stati Uniti, lei e Josh hanno iniziato a incontrare delle difficoltà quando lui ha fatto pressioni su di lei per intraprendere una carriera da modella, mentre Aika lo spingeva a invertire la vasectomia che aveva fatto dopo aver avuto due figli con la sua prima moglie. Nonostante i conflitti, si sono sposati a Las Vegas. |
| Nicole & Azan      | Nicole e Azan erano apparsi per la prima volta nella quarta stagione. Il padre di Nicole e sua matrigna avevano accettato di fare da co-sponsor per il visto di Azan. Nicole ha preso un volo per il Marocco insieme alla sua bambina di due anni e mezzo per andare a visitare Azan. La coppia ha continuato a litigare per via delle differenze di stile di vita, e Azan non riusciva a fidarsi di Nicole dopo che lei lo aveva tradito in passato. Azan era disoccupato e aveva ricevuto circa $6.000 da Nicole, che ha detto di non mindare ad aiutarlo e che preferiva che lui fosse disponibile per parlare al telefono piuttosto che essere occupato a lavorare. Durante l’episodio della reunion, Nicole non è riuscita a mettersi in contatto con Azan; in seguito è emerso che lui era stato arrestato per motivi non legati alla loro relazione. |

### Sesta Edizione (2019)

#### Coppie
| Coppie              | Storia |
| ------------------- | --- |
| Ashley & Jay        | Ashley e Jay si sono conosciuti mentre lei si trovava in Giamaica per il matrimonio di un'amica. Dopo il suo ritorno, sono rimasti in contatto sui social media, e sei mesi più tardi, quando Ashley è tornata a trovarlo, Jay le ha fatto la proposta di matrimonio. Inizialmente avevano pianificato di sposarsi in Pennsylvania, ma a causa di commenti razzisti sul loro sito web per il matrimonio, hanno deciso di sposarsi a Las Vegas. Quando sono tornati, Ashley ha scoperto che Jay aveva ancora un account attivo su Tinder, e nel 2019 ha presentato la domanda di divorzio. |
| Colt & Larissa      | Colt e Larissa si sono conosciuti su un sito di incontri. Lui è volato in Messico per trascorrere cinque giorni con lei, poi ha preso un altro volo per Rio de Janeiro, dove hanno passato altri sei giorni insieme. Dopo cinque giorni, Colt le ha fatto la proposta di matrimonio. Larissa si è trasferita con lui a Las Vegas e si sono sposati nell’estate del 2018. |
| Jonathan & Fernanda | Jonathan e Fernanda si sono conosciuti mentre lui era in vacanza in Messico. Si sono sposati nel maggio del 2018. |
| Kalani & Asuelu     | Kalani e Asuelu si sono conosciuti mentre lei soggiornava in un resort alle Samoa, dove il padre di Kalani è originario e dove Asuelu lavorava. Nonostante Kalani avesse scelto di rimanere celibe per seguire la sua fede mormona, durante il viaggio è rimasta incinta e ha dato alla luce il loro primo figlio nel gennaio del 2018. Si sono sposati nel settembre dello stesso anno. |
| Eric & Leida        | Eric e Leida si sono conosciuti su un sito di incontri internazionale. Lei si è trasferita in Wisconsin per vivere con lui, lasciando i suoi genitori perplessi sul motivo per cui avesse deciso di rinunciare al suo stile di vita, visto che sosteneva di provenire da una famiglia benestante. Inoltre, aveva affermato di essere laureata in medicina, attrice, modella e insegnante. Si sono sposati nel 2018. In un episodio, Leida ha cacciato la figlia adolescente di Eric dalla casa. Nel 2019, la polizia è stata chiamata a casa loro per indagare su accuse di abuso domestico. Leida ha accusato Eric di averle tirato i capelli durante una lite, dopo che lei aveva minacciato di uccidersi con un coltello. |
| Steven & Olga       | Steven e Olga si sono conosciuti mentre Olga si trovava a Ocean City, Maryland, con un visto per lavoro estivo. Dopo alcune settimane di frequentazione, Olga è rimasta incinta. Steven è volato in Russia per la nascita del loro figlio. Si sono sposati nell'agosto del 2019. |

### Settima Edizione (2020)

#### Coppie
| Coppie            | Storia |
| ----------------- | --- |
| Emily & Sasha     | Emily e Sasha si sono conosciuti dopo che Emily si è trasferita in Russia per insegnare inglese e si è iscritta a una palestra dove Sasha lavorava come personal trainer. Sebbene lui fosse ancora sposato quando si sono incontrati, Sasha ed Emily hanno sempre sostenuto di non aver iniziato una relazione finché lui non si è separato dalla sua ex-moglie. Emily è rimasta incinta e il loro figlio, il terzo per Sasha, è nato nel novembre del 2018. Quando si sono trasferiti negli Stati Uniti, la sorella di Emily ha espresso apertamente la sua diffidenza nei confronti di Sasha, soprattutto perché lui continuava a commentare il peso che Emily aveva guadagnato durante la gravidanza. Nonostante tutto, si sono sposati.          |
| Anna & Mursel     | Anna e Mursel si sono conosciuti sui social media e hanno iniziato a frequentarsi nonostante la barriera linguistica. Quattro mesi dopo che Anna lo aveva visitato in Turchia, Mursel le ha fatto la proposta di matrimonio. Però, ha continuato a tenere segreti i suoi tre figli dalla sua famiglia, sapendo che avrebbero disapprovato la sua scelta di averli fuori dal matrimonio. Alla fine, Anna gli ha detto che non avrebbe potuto sposarlo finché non fosse stato onesto con loro. Quando Mursel ha finalmente parlato con la sua famiglia, loro hanno voluto che lui tornasse in Turchia. Mursel è partito, ma è tornato per sposare Anna entro i 90 giorni previsti.                                                                     |
| Michael & Juliana | Michael e Juliana si sono conosciuti a una festa su uno yacht in Croazia e hanno subito creato una connessione speciale. Il visto turistico di Juliana per gli Stati Uniti è stato rifiutato, ma questo ha solo rafforzato i sentimenti di Michael riguardo alla loro vita insieme, tanto che ha sponsorizzato il suo visto K-1. La famiglia di Michael era preoccupata che Juliana stesse cercando di usare Michael per iniziare una nuova vita negli Stati Uniti, soprattutto perché aveva visto solo la parte eccitante e mondana della sua vita. Nonostante queste preoccupazioni, l’ex moglie di Michael e Juliana sono diventate amiche e, alla fine, è stata proprio l'ex moglie a celebrare il loro matrimonio.                              |
| Tania & Syngin    | Tania e Syngin si sono conosciuti quando lei è volata in Sud Africa per incontrare un uomo con cui aveva iniziato a chattare su un'app di incontri. Quando l'incontro non ha funzionato, Tania ha iniziato a flirtare con il barista, Syngin. Tania è rimasta con lui in Sud Africa per quattro mesi e mezzo, prima che la coppia si trasferisse negli Stati Uniti. Vivere insieme nel capanno della madre di Tania ha fatto emergere le loro differenze, e entrambi hanno cominciato a mettere in discussione il loro futuro insieme. Le tensioni sono aumentate quando Tania è dovuta andare in Costa Rica per un viaggio di lavoro di un mese, che si è sovrapposto ai tre mesi previsti per il visto K-1. Nonostante tutto, si sono poi sposati. |
| Robert & Anny     | Robert e Anny si sono conosciuti online e hanno parlato quotidianamente per mesi, prima che Robert prendesse una crociera che attraccò nella Repubblica Dominicana. Dopo aver trascorso otto ore insieme, le ha fatto la proposta di matrimonio. Anny è rimasta sorpreso quando si è trasferita negli Stati Uniti e ha scoperto quanto Robert, già padre di cinque figli, vivesse in modo frugale. Anny e la nonna di uno dei figli di Robert non si sono mai sopportate, con Anny che ha persino ricevuto un'offerta di $15.000 per lasciare Robert e tornare a casa. Nonostante tutto, si sono sposati. |
| Blake & Jasmin    | Blake e Jasmin si sono conosciuti online, e Blake le ha fatto la proposta di matrimonio durante il suo secondo viaggio in Finlandia per visitarla. La sua famiglia era sospettosa nei confronti di Jasmin, poiché la sorella di lei viveva vicino alla famiglia Abelard con un green card, e sospettavano che Jasmin potesse cercare una relazione per riunirsi con sua sorella. I genitori di Blake non hanno permesso alla coppia di vivere insieme prima del matrimonio, quindi Jasmin ha vissuto con loro, mentre Blake ha vissuto con i suoi amici. |
| Mike & Natalie    | Mike e Natalie si sono conosciuti quando degli amici comuni li hanno invitati a fare da padrini. Dopo aver chiacchierato online per un po', Mike ha visitato Natalie in Ucraina e, successivamente, le ha fatto la proposta di matrimonio davanti alla Torre Eiffel. Quando il visto di Natalie è stato ritardato, la coppia è rimasta a Kiev, dove hanno scoperto di avere opinioni opposte su diverse questioni importanti. La loro relazione era ancora in bilico quando sono finalmente riusciti a trasferirsi nella città natale di Mike, Sequim, Washington, dove hanno iniziato una terapia di coppia. |
| Angela & Michael  | Angela e Michael sono apparsi inizialmente nelle stagioni 2 e 3 di 90 Day Fiancé: Before the 90 Days. Dopo essersi separati alla fine della stagione 2, si sono riconciliati durante la stagione 3. Nonostante ciò, hanno continuato a litigare. Quando il visto di Michael è stato rifiutato, Angela è volata in Nigeria, ma è tornata negli Stati Uniti dopo aver subito pressioni per sposarsi mentre si trovava in Nigeria. Angela ha deciso di fare una nuova domanda per il visto coniugale e si sono sposati nel gennaio del 2020 in Nigeria. |

### Ottava Edizione (2021)

#### Coppie
| Coppie           | Storie |
| ---------------- | --- |
| Andrew & Amira   | Andrew e Amira si sono conosciuti su un sito di incontri e Andrew le ha fatto la proposta durante una delle sue visite negli Stati Uniti. Amira ha ricevuto il visto K-1 all'inizio del 2020, ma la pandemia di COVID-19 ha complicato i viaggi tra la Francia e gli Stati Uniti. La coppia aveva pianificato di incontrarsi in Messico a marzo 2020 per mettersi in quarantena prima di tornare in California per sposarsi, ma Amira è stata detenuta in Messico per tre giorni e deportata. Successivamente, hanno deciso di incontrarsi in Serbia per mettersi in quarantena. Lì, hanno discusso riguardo alla possibilità di avere figli. Alla fine, Andrew le ha inviato un messaggio dicendo che aveva prenotato due biglietti aerei per lei, uno per la Francia e uno per gli Stati Uniti. Amira ha scelto di tornare in Francia.                                                                                          |
| Brandon & Julia  | Brandon e Julia si sono conosciuti online e dopo aver parlato per un po’, hanno deciso di incontrarsi in Islanda, dove Brandon le ha fatto la proposta. Julia ha accettato e si sono trasferiti a vivere con i genitori conservatori di Brandon nella loro fattoria in Virginia. Si sono sposati ad aprile 2020 e sono ancora sposati nel 2022. |
| Jovi & Yara      | Jovi e Yara si sono conosciuti su un'app di incontri per viaggiatori; quella che doveva essere una scappatella di una notte si è trasformata in una relazione dove hanno iniziato a incontrarsi e viaggiare insieme. Durante uno dei loro viaggi, Yara è rimasta incinta e Jovi le ha fatto la proposta. Tuttavia, Yara ha avuto un aborto spontaneo, ma Jovi ha mantenuto attiva la richiesta di visto per il fidanzato. Quando Yara è arrivata a New Orleans, hanno vissuto insieme nel quartiere Warehouse. La famiglia di Jovi era sospettosa nei confronti di Yara e ha fatto commenti xenofobi, sospettando che lei volesse usare Jovi per ottenere la cittadinanza. Yara è rimasta di nuovo incinta nelle prime settimane del suo visto di 90 giorni, e si sono sposati a Las Vegas nel febbraio 2020. La loro figlia è nata a settembre 2020. Sono ancora sposati nel 2024 e si sono trasferiti a Miami, Florida.         |
| Mike & Natalie   | Mike e Natalie hanno rotto alla fine della stagione 7, ma nella stagione 8 hanno continuato a litigare senza mostrare intenzioni di sposarsi, anche se hanno concordato una data quando la madre di Mike è venuta a trovarli. La mattina del loro matrimonio, ad aprile 2020, tre giorni prima che scadesse il visto di Natalie, Mike ha annullato la cerimonia. Lei ha cercato di andare a Seattle per volare in Ucraina con un biglietto che Mike le aveva pagato, ma alla fine è tornata a casa. Poi si sono sposati. Si sono separati da allora e ora Natalie vive in California. |
| Rebecca & Zied   | Rebecca e Zied si sono conosciuti su Facebook e sono apparsi nella stagione 3 di 90 Day Fiancé: Before the 90 Days, quando Rebecca è volata in Tunisia per incontrare Zied. Nella stagione 8 di 90 Day Fiancé, Zied ha ottenuto il visto e si è trasferito in Georgia, dove ha ricevuto un'accoglienza poco amichevole da parte degli amici e della famiglia di Rebecca, inclusa sua figlia adulta. Si sono sposati ad aprile 2020 nonostante Zied non volesse sposarsi prima di Ramadan. |
| Stephanie & Ryan | Stephanie e Ryan si sono conosciuti mentre Stephanie era in vacanza in Belize e sono rimasti in contatto. Dopo averlo visitato diverse volte, durante uno dei suoi viaggi a Belize, Stephanie ha scoperto che Ryan stava parlando con altre donne e, per vendicarsi, ha avuto una relazione con il cugino di Ryan dopo una discussione. Si sono riconciliati e hanno concordato di fare ulteriori visite prima di fare domanda per il visto. Il processo è stato ritardato dalla pandemia di COVID-19 e nessuno dei due è riuscito a visitare l'altro. Alla fine si sono separati e Stephanie ha intrapreso una relazione con il cugino di Ryan. Nel 2021, Stephanie ha rivelato che lei e Ryan si erano già separati prima della fine delle riprese e che la storia con il cugino era stata inventata per continuare la sua trama. Ha anche ammesso di essere andata nel programma per fare pubblicità per i suoi centri medici. |
| Tarik & Hazel    | Tarik e Hazel si sono conosciuti su un sito di incontri internazionale. Dopo tre mesi di relazione a distanza, Tarik è volato nelle Filippine per incontrare Hazel. Questo, insieme alla successiva proposta, è stato documentato nella stagione 2 di 90 Day Fiancé: Before the 90 Days. Hazel si è trasferita negli Stati Uniti per vivere con Tarik e sua figlia e ha pianificato di portare anche suo figlio negli Stati Uniti in seguito. Si sono sposati a giugno 2020. |

### Nona Edizione (2022)

#### Coppie
| Coppie           | Storie |
| ---------------- | --- |
| Kara & Guillermo | Kara e Guillermo si sono conosciuti nella Repubblica Dominicana, mentre Kara era in vacanza e Guillermo era il suo cameriere in un ristorante. Hanno deciso di vivere insieme nella Repubblica Dominicana e si sono fidanzati, ma Kara ha dovuto tornare negli Stati Uniti per motivi di lavoro. Si sono sposati e nel 2022 hanno avuto un figlio insieme. |
| Emily & Kobe     | Emily e Kobe si sono conosciuti durante una visita in Cina. Dopo due mesi di relazione, si sono fidanzati e poco dopo Emily ha scoperto di essere incinta. Kobe è tornato nel suo paese natale, il Camerun, mentre la coppia aspettava il visto K-1. Nel frattempo, Emily ha dato alla luce il loro figlio, Koban. Dopo circa un anno, Kobe ha ottenuto il visto K-1 e si è trasferito con Emily e la sua famiglia. Il padre di Emily era l'unico a sostenere la famiglia e ha espresso che l'unica cosa che non potevano fare era che Emily rimanesse incinta di nuovo. Tuttavia, nel corso della stagione, si scopre che Emily è incinta del loro secondo figlio, dopo aver utilizzato solo il monitoraggio del ciclo di ovulazione come metodo contraccettivo. Hanno scelto di non dirlo alla famiglia di Emily fino dopo il matrimonio. Hanno accolto la loro figlia Scarlett nel 2021 e il loro terzo figlio, un maschio, è nato nel 2024. |
| Patrick & Thaís  | Patrick e Thaís si sono conosciuti durante un viaggio di Patrick in Brasile per riconnettersi con suo padre pensionato. Quando Thaís è arrivata negli Stati Uniti, si è trasferita con Patrick e suo fratello John, con cui ha avuto frequentemente dei conflitti. Inoltre, Thaís non aveva detto a suo padre che si stava sposando con Patrick. Nonostante tutte queste difficoltà, Patrick e Thaís si sono sposati all'inizio del 2022. Hanno accolto una figlia, Aleesi, a novembre 2022. |
| Jibri & Miona    | Jibri e Miona si sono conosciuti quando Jibri, il frontman della band Black Serbs, era in tour in Serbia. Dopo averle fatto la proposta, Miona si è trasferita con Jibri e i suoi genitori. Jibri ha litigato con uno dei membri della sua band che aveva messo in discussione la sua decisione di sposarsi con Miona. Nonostante ciò, Jibri e Miona si sono sposati. Si sono separati meno di tre anni dopo il matrimonio. |
| Yvette & Mohamed | Yvette e Mohamed si sono conosciuti quando Mohamed le ha inviato un messaggio sui social media. La coppia ha affrontato delle difficoltà culturali e anche le aspettative di Mohamed nei confronti di Yve come musulmana. Yve ha sposato Mohamed nonostante lui avesse suggerito che l'avrebbe lasciata dopo aver ottenuto la Green Card. Subito dopo il matrimonio, Yve ha scoperto che Mohamed stava messaggiando con altre donne. Nel 2022, Yve è stata arrestata e accusata di violenza domestica e aggressione. Mohamed e Yve sono ora separati. |
| Bilal & Shaeeda  | Bilal e Shaeeda si sono conosciuti online. Dopo aver trascorso una settimana insieme di persona, hanno deciso di sposarsi. Quando Shaeeda si è trasferita in America, Bilal le ha fatto uno scherzo portandola in una casa fatiscente, per poi rivelarle che era solo una burla e che la sua vera casa era un'altra. Shaeeda desiderava avere figli, mentre Bilal era riluttante, dato che aveva già due figli. Bilal e Shaeeda si sono sposati nel dicembre 2021. Dopo due aborti spontanei, Bilal e Shaeeda hanno avuto il loro primo figlio insieme nel dicembre 2024. |
| Ariela & Biniyam | Ariela e Biniyam si sono incontrati nella seconda stagione di 90 Day Fiancé: The Other Way. Si sono conosciuti in Etiopia mentre Ariela stava viaggiando dopo il suo divorzio. I due si sono subito piaciuti e poco dopo Ariela è rimasta incinta. Si è trasferita in Etiopia e ha dato alla luce un figlio, Avi. Mentre vivevano in Etiopia, Ariela era preoccupata per la capacità di Biniyam di provvedere al loro figlio e ha chiesto supporto emotivo al suo ex marito e supporto finanziario ai suoi genitori. Le sorelle di Ariela e Biniyam hanno avuto spesso dei conflitti. Ariela e Biniyam si sono trasferiti negli Stati Uniti, dove si sono sposati. |

### Decima Edizione (2023)

#### Coppie
| Coppie          | Storie |
| --------------- | --- |
| Clayton & Analí | Clayton e Analí si sono conosciuti su un’app per imparare le lingue e hanno legato in fretta. La coppia andrà a vivere insieme nel piccolo appartamento di Clayton, composto da una sola camera da letto e condiviso con diversi animali domestici, tra cui due porcellini d’India. A rendere la convivenza ancora più complicata c’è la madre di Clayton, che vive nel suo armadio e non ha alcuna intenzione di andarsene. A peggiorare le cose, Analí ha nascosto al padre la sua relazione, fingendo che il motivo del suo viaggio negli Stati Uniti fosse un altro. |
| Devin & Nick    | Devin ha incontrato Nick, nato in Corea del Sud, su un’app di incontri mentre era in viaggio da sola in Australia. Dopo due anni di attesa per il visto K-1, Nick è finalmente arrivato negli Stati Uniti, dove ha però faticato ad adattarsi alla vita in Arkansas, soprattutto per le forti differenze culturali rispetto a ciò a cui era abituato. Nonostante tutto, i due si sono sposati. |
| Ashley & Manuel | Ashley, che si definisce una strega, ha conosciuto Manuel, cattolico devoto, dieci anni fa durante un viaggio in Ecuador. All’epoca la loro storia non era durata a lungo. Dopo diversi anni di distanza, hanno deciso di riprovarci. Tuttavia, Manuel ha avuto non poche difficoltà ad accettare la spiritualità della futura moglie. Nonostante le divergenze, si sono sposati. |
| Nikki & Justin  | Diciassette anni fa, Nikki e Justin hanno vissuto una storia d’amore che però è durata poco dopo l’arrivo di Justin negli Stati Uniti. Solo dopo due anni di relazione, Nikki ha rivelato a Justin di essere una donna transgender. Oggi, i due hanno deciso di concedersi un’ultima possibilità e Nikki è partita per la Moldavia per incontrarlo di nuovo. |
| Rob & Sophie    | Rob e Sophie si sono conosciuti sui social e condividono entrambi origini multietniche. Sophie, però, gli ha nascosto di essere bisessuale. Rob ha dichiarato di tenere molto all’aspetto fisico e di considerare Sophie la donna più attraente che abbia mai frequentato. Lei, proveniente da una famiglia benestante, non è rimasta affatto colpita dal monolocale di Rob e ha manifestato il suo fastidio per il bagno condiviso, che rende difficile persino truccarsi. A complicare le cose c’è anche la madre di Sophie, che non approva la relazione.             |
| Gino & Jasmine  | Dopo essere già apparsa al fianco di Gino in due stagioni di 90 Day Fiancé: Before the 90 Days, Jasmine si è finalmente trasferita negli Stati Uniti, lasciando il clima tropicale di Panama per affrontare il freddo inverno del Michigan. I litigi tra i due non sono mancati, soprattutto a causa della mancanza di desiderio di intimità da parte di Gino. Nonostante le continue discussioni, la coppia si è sposata nel giugno 2023. |
| Sam & Citra     | Sam, originario di una piccola città del Missouri e con un passato piuttosto burrascoso, ha conosciuto Citra, una ragazza musulmana molto legata alle opinioni del padre. Quest’ultimo si è recato negli Stati Uniti per due settimane e Sam ha temuto a lungo di non riuscire a convincerlo ad approvare il loro matrimonio. Anche la fede religiosa di Citra ha creato delle difficoltà sul piano dell’intimità. Nonostante tutto, i due si sono sposati e nel 2024 hanno avuto una bambina.                                                                           |

### Unidicesima Edizione (2025)

#### Coppie
| Coppie            | Storie |
| ----------------- | --- |
| Jessica & Juan    | Jessica e Juan, già protagonisti della terza stagione di 90 Day Fiancé: Love in Paradise, si preparano a iniziare una nuova vita insieme. Juan si trasferisce negli Stati Uniti per raggiungere Jessica, il loro figlio e i due figli di lei, in una tranquilla cittadina del Wyoming. Fin dall’inizio, però, emergono dubbi sulla fedeltà di Juan e Jessica inizia a chiedersi se lui sia davvero pronto a cambiare vita: da barista spensierato su una nave da crociera a padre a tempo pieno di tre bambini.                                      |
| Amani, Matt & Any | Amani e Matt sono sposati da dieci anni e hanno due figlie. Negli ultimi tempi, hanno deciso di aprire la loro relazione accogliendo Any, madre single e ballerina, formando così un throuple. Ora stanno valutando la possibilità di divorziare formalmente affinché Any possa trasferirsi negli Stati Uniti e vivere con loro come una famiglia a tre. Tuttavia, devono fare i conti con gelosie, confini difficili da definire e il fatto che la famiglia di Any non sia a conoscenza della loro relazione poliamorosa, temendo il loro giudizio. |
| Shekinah & Sarper | Shekinah e Sarper, già apparsi nella quinta e sesta stagione di 90 Day Fiancé: The Other Way, si ritrovano ora a Los Angeles, dopo l’approvazione del visto K-1 di Sarper. Nonostante questo importante passo, Shekinah continua a essere insicura riguardo al passato sentimentale di Sarper. Dal canto suo, Sarper trova la casa di Shekinah troppo piccola e si sente frustrato per la convivenza. In più, fa fatica a integrarsi con gli amici e la famiglia di lei, rendendo la loro nuova vita insieme tutt’altro che semplice.                |

## Spin-off

### 90 giorni per innamorarsi - E poi...
Le coppie analizzano il loro percorso e le varie difficoltà affrontate nei 90 giorni di conoscenza e successivamente raccontano cosa è accaduto dopo.

### 90 giorni per innamorarsi - Prima dei 90 giorni
I protagonisti raccontano le loro sensazioni, si scoprono quelle che saranno le coppie delle varie edizioni e la preparazione alla conoscenza con i vari partner.

### 90 giorni per innamorarsi - Love Game
Diverse coppie formatesi a 90 giorni per innamorarsi, si sfidano in un game-show condotto da Sukanya Krishnan.

### 90 giorni per innamorarsi - Lontano dagli Stati Uniti
L'esperimento di 90 giorni per innamorarsi svolto al contrario: quattro americani, lasciano il proprio paese per inseguire l'amore all'estero.

### 90 giorni per innamorarsi - Vita da single
Alcuni protagonisti, tornati nuovamente single, dopo 90 giorni per innamorarsi, sono pronti a dimenticare il passato è trovare un nuovo amore.

### 90 giorni per innamorarsi - Ricette d'amore
Alcune coppie di 90 giorni per innamorarsi raccontano i segreti del loro amore e preparano quelli che sono i loro piatti preferiti.

### 90 giorni per innamorarsi - Quarantena
Alcune coppie di 90 giorni per innamorarsi raccontano la loro vita quotidiana, in pieno lock-down durante la pandemia di Covid-19.

### 90 giorni per innamorarsi - Darcey & Stacey
Le due gemelli di 90 giorni per innamorarsi raccontano la propria vita quotidiana, tra famiglia, amori e pazzie.

### 90 giorni per innamorarsi - Tutta la verità
I protagonisti di 90 Giorni per Innamorarsi si mettono a nudo raccontandosi senza censure.

### 90 giorni per innamorarsi - Cronache di un amore
Le coppie raccontano i problemi da affrontare, dalle questioni più intime fino alle difficoltà legate al COVID-19.

### 90 giorni per innamorarsi - La famiglia di Chantel
Da 90 giorni per innamorarsi, le vicende della famiglia di Pedro e Chantel: come prosegue la loro relazione?

### 90 giorni per innamorarsi - Pedro e Chantel
Da quando si sono innamorati, Chantel e Pedro hanno avuto continui problemi con le rispettive famiglie. L'episodio speciale ripercorre il tumultuoso matrimonio fra i due.

### 90 giorni per innamorarsi - Chiacchiere a letto
Le coppie più acclamate di 90 giorni per innamorarsi guardano e commentano gli episodi della serie.

### 90 giorni per innamorarsi - UK
Otto coppie nate da una amore a distanza vivono insieme per 90 giorni: sarà amore? Questa volta gli episodi sono ambientati nel Regno Unito.

### 90 giorni per innamorarsi - Lontano dagli Stati Uniti... Colpisce ancora[4]
I protagonisti di 90 giorni: lontano dagli Stati Uniti rispondono ad alcuni dei commenti dei fan sulla nuova stagione.